# ميروسلاف ايفانوف (موسيقي)
ميروسلاف ايفانوف (بالبلغارية: Мирослав Иванов)‏ هو موسيقي وملحن بلغاري، ولد في 26 ديسمبر 1975 في روسه في بلغاريا.

## وصلات خارجية
- الموقع الرسمي